# Boissellerie

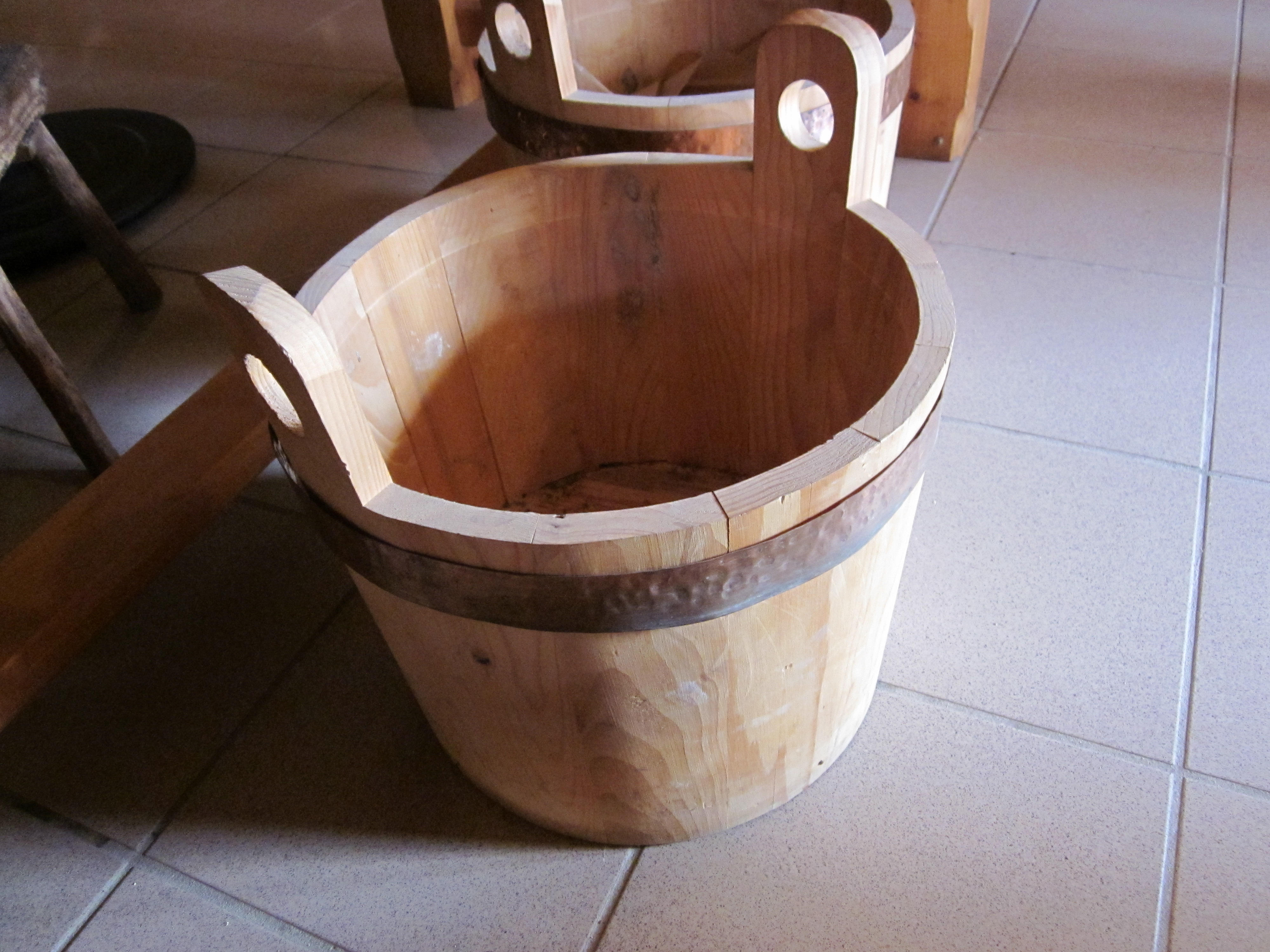
Seille traditionnelle en bois.

La boissellerie est une activité artisanale constituée par la fabrication de boîtes en bois. Le mot est dérivé de « boisseau », récipient de forme cylindrique destiné à mesurer les matières sèches (grains et farines), de capacité variable suivant les lieux et les époques. L'activité du boisselier est cependant plus large puisqu'elle s'est étendue à divers récipients (baquet à lessive, seau) et divers ustensiles de bois servant au ménage et à la ferme, et même à d'autres objets comme les jouets en bois. 

## Présentation
La boissellerie est très active dans plusieurs régions rurales et boisées en France, particulièrement dans le Jura mais aussi dans les monts du Haut-Forez (Loire et Puy-de-Dôme), le Massif ardennais, les Vosges ou le Marais Poitevin. Elle existe également dans d'autres pays comme en Suisse dans le Haut-Toggenburg, ou au Canada.
Le domaine le mieux documenté est celui du Haut Jura et du Haut-Doubs où l'existence de la boissellerie est notée depuis le début du XVIe siècle. Plusieurs facteurs ont contribué à son développement : la production laitière, l'importance des forêts d’épicéas et une tradition artisanale liée à la longueur des hivers qui isolaient les fermes. Le boisselier travaille essentiellement l'épicéa, résineux voisin du sapin, mais aussi le frêne et parfois le hêtre, ou encore l'érable comme au Canada.
D'abord mise en œuvre dans les fermes pour leurs besoins propres, la boissellerie est devenue au XIXe siècle une activité spécifique de petite industrie qui a utilisé l'énergie hydraulique (puis électrique) nécessaire aux ateliers qui scient, fendent, découpent en lamelles, chauffent et humidifient celles-ci dans une caisse à étuver, puis les mettent en forme et construisent les différents objets.

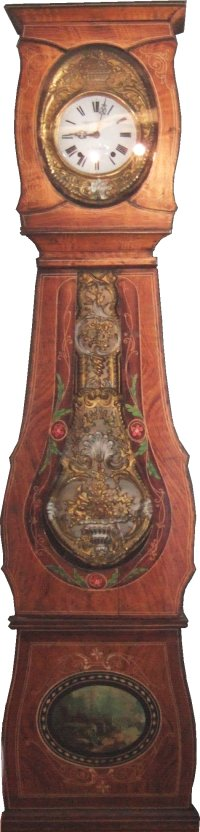
Horloge comtoise du XIXe siècle.

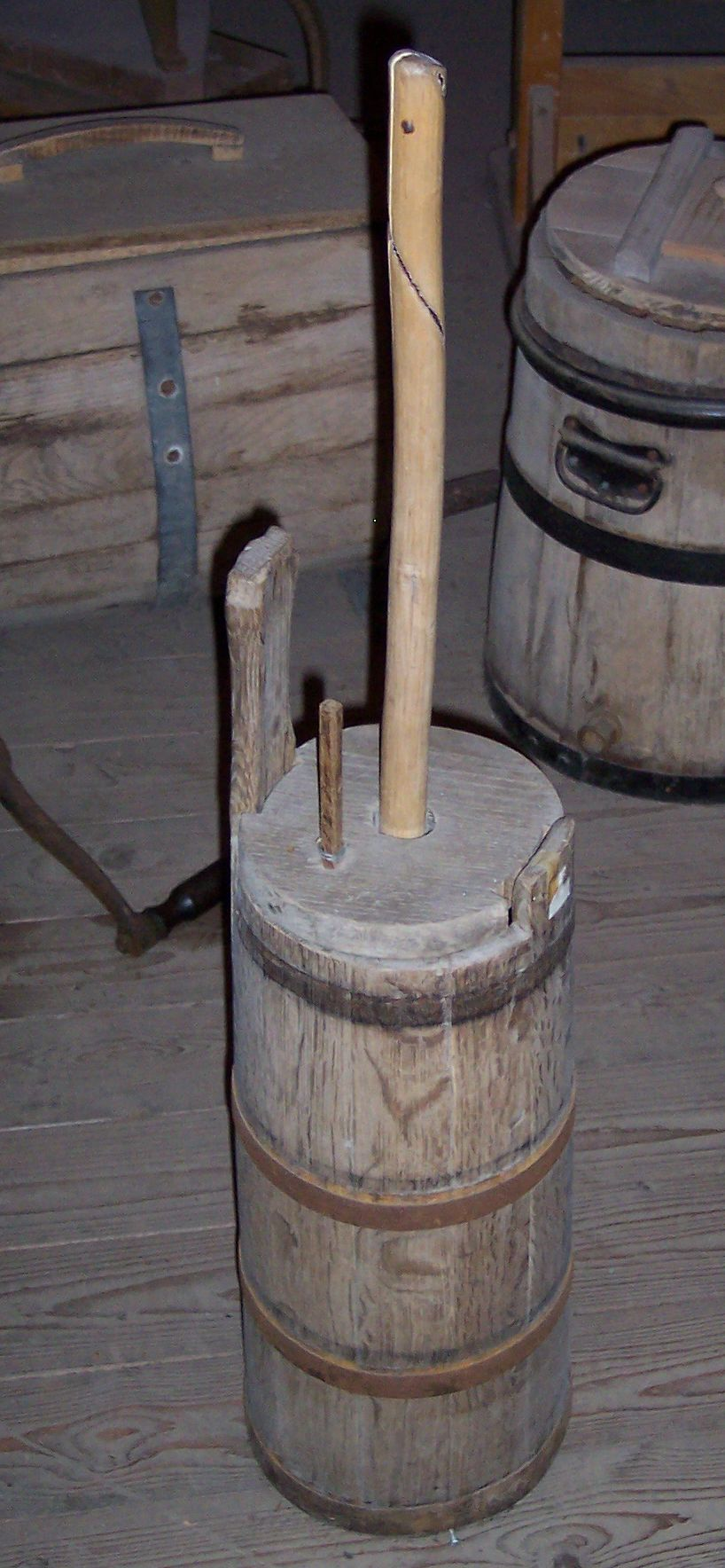
Baratte verticale à batte.

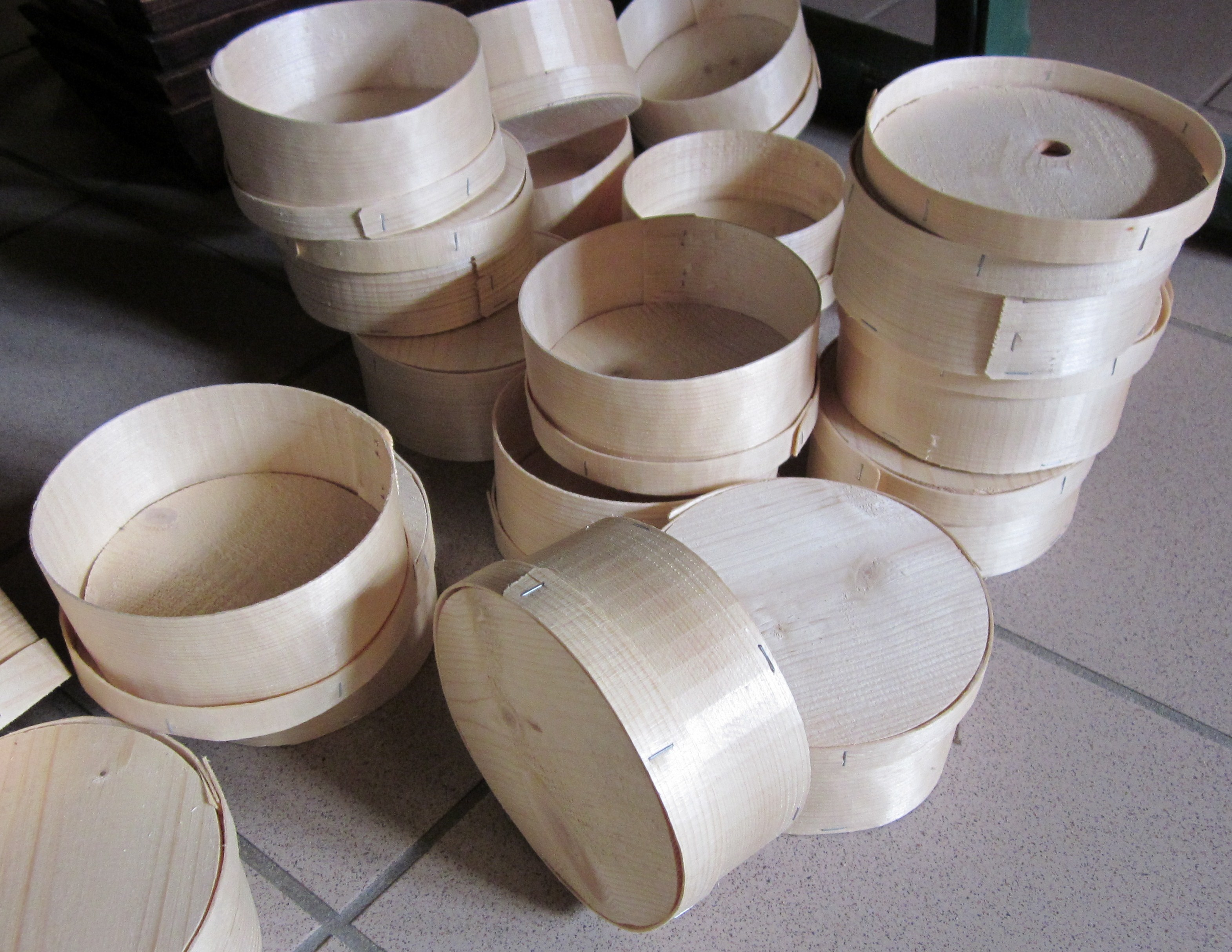
Boîtes à fromage en épicéa.

Ces ateliers jurassiens fabriquaient des récipients de tailles diverses, les seilles et seillons (cuves et seaux, pour la traite du bétail par exemple), qui ont été concurrencés par la tôle galvanisée à partir de la fin du XIXe siècle, mais aussi des barattes pour obtenir le beurre en battant la crème et des moules à beurre. Ils fabriquaient aussi des boîtes à pharmacie et des cabinets d'horloges comtoises ou encore des tavaillons, sorte de planchettes de bois permettant de protéger des intempéries les toitures et les façades.

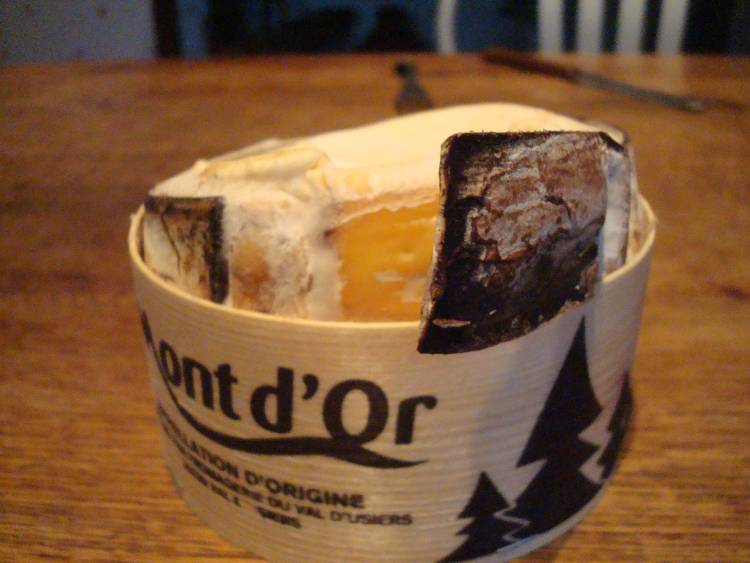
Sangle qui entoure le fromage Mont-d'or.

Ces productions étaient destinées au marché régional mais le progrès des transports a ouvert de nouveaux débouchés. Ainsi, à la fin du XIXe et au début du XXe siècle, s'est développée la fabrication de boîtes pour les fromages de types camembert ou coulommiers qui permettaient un transport plus aisé de ces aliments fragiles, ce qui a favorisé leur diffusion. Le Haut Jura utilisait l'épicéa mais d'autres régions utilisaient le peuplier (comme en Vendée) : au milieu des années 1960, le carton directement imprimable et plus neutre (odeur, hygiène) a remplacé peu à peu le bois. Aujourd'hui certains fromages typés comme le mont d'or, l'époisses en Bourgogne ou  le pont-l'évêque en Normandie restent commercialisés dans une boîte en bois. On utilise plus spécifiquement le terme de « sanglier » pour l'artisan qui fabrique les boîtes pour le mont d'or à partir de lamelles d'épicéa.
Pour s'adapter à l'époque moderne, les boisseliers d'aujourd'hui, après avoir un temps fabriqué des skis, utilisent leur savoir-faire pour proposer des jouets et des éléments de petite décoration que des boutiques de souvenirs vendent aux touristes.
La lessive et ses baquets de boisselier :

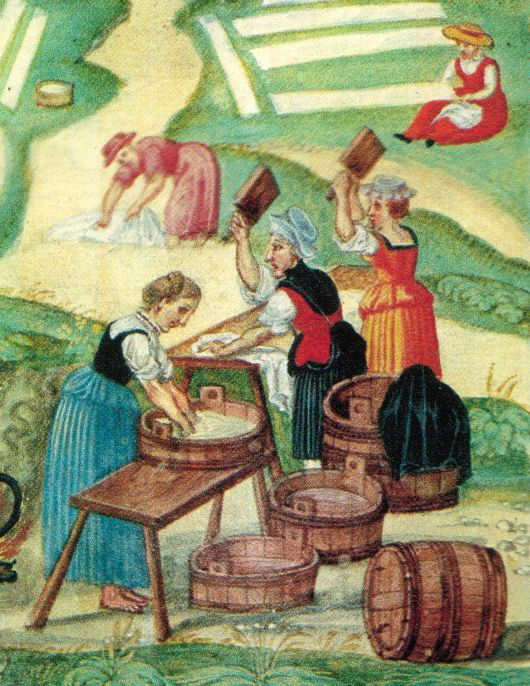
XVIe s.
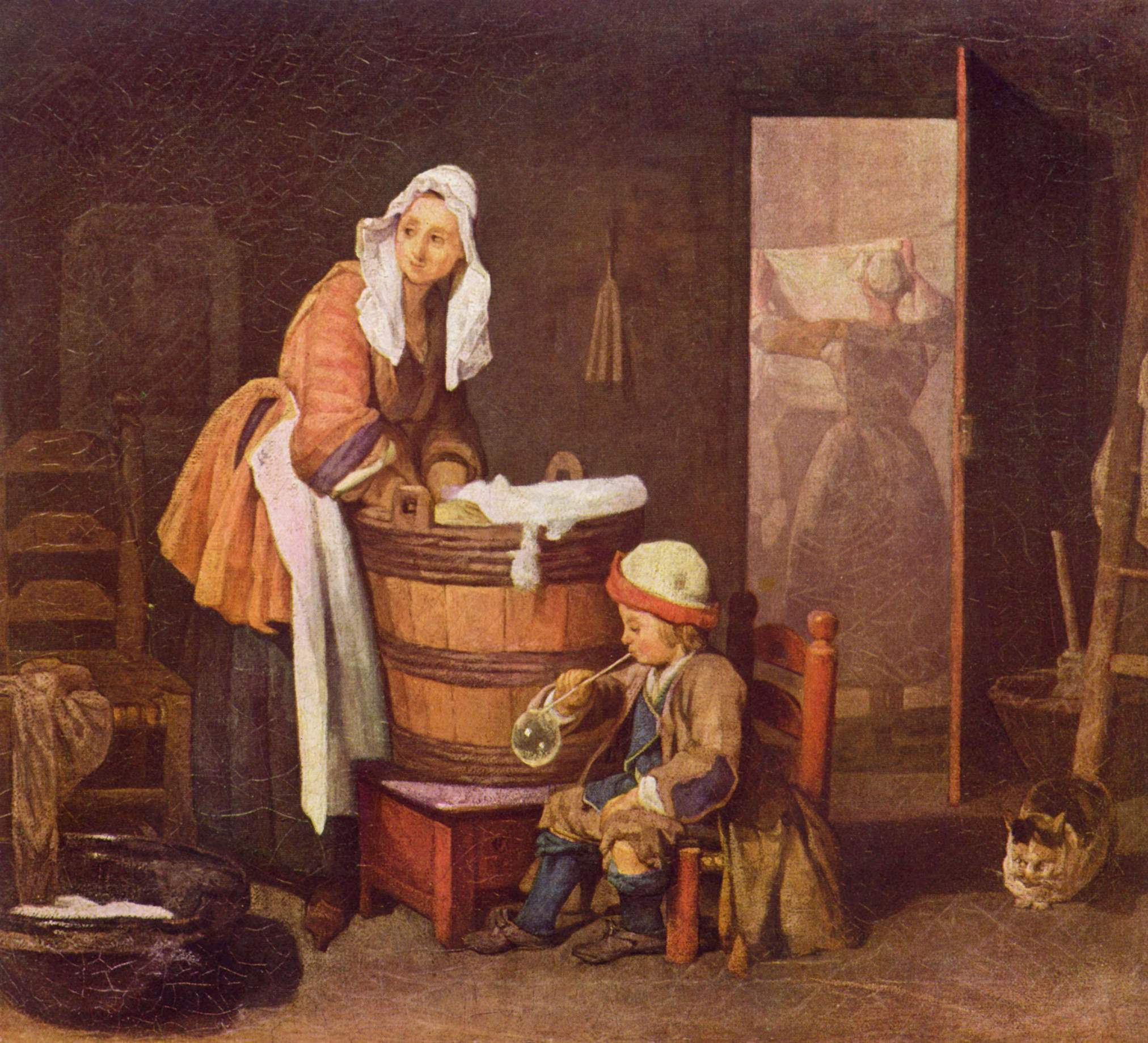
XVIIIe s.
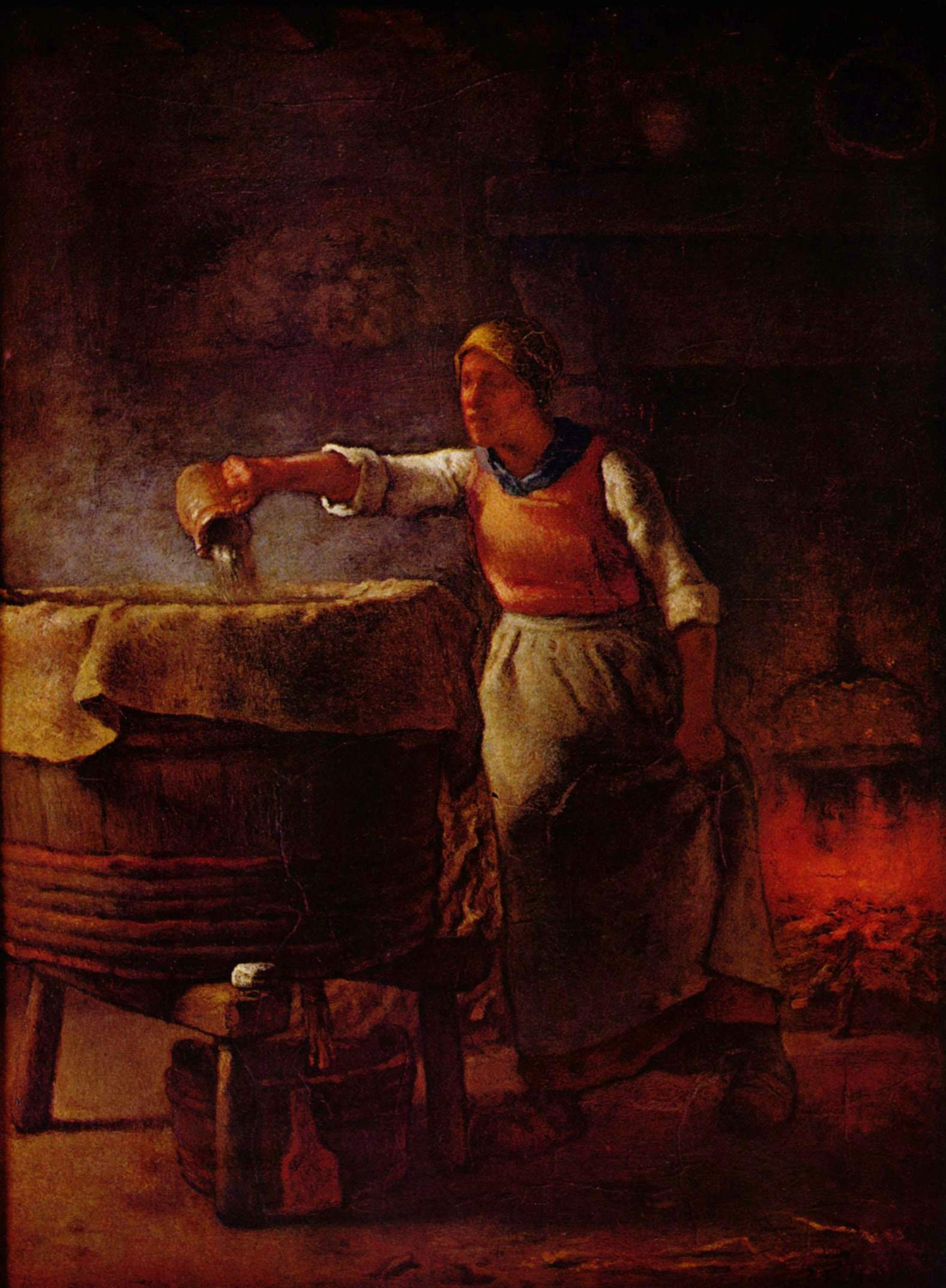
XIXe s.
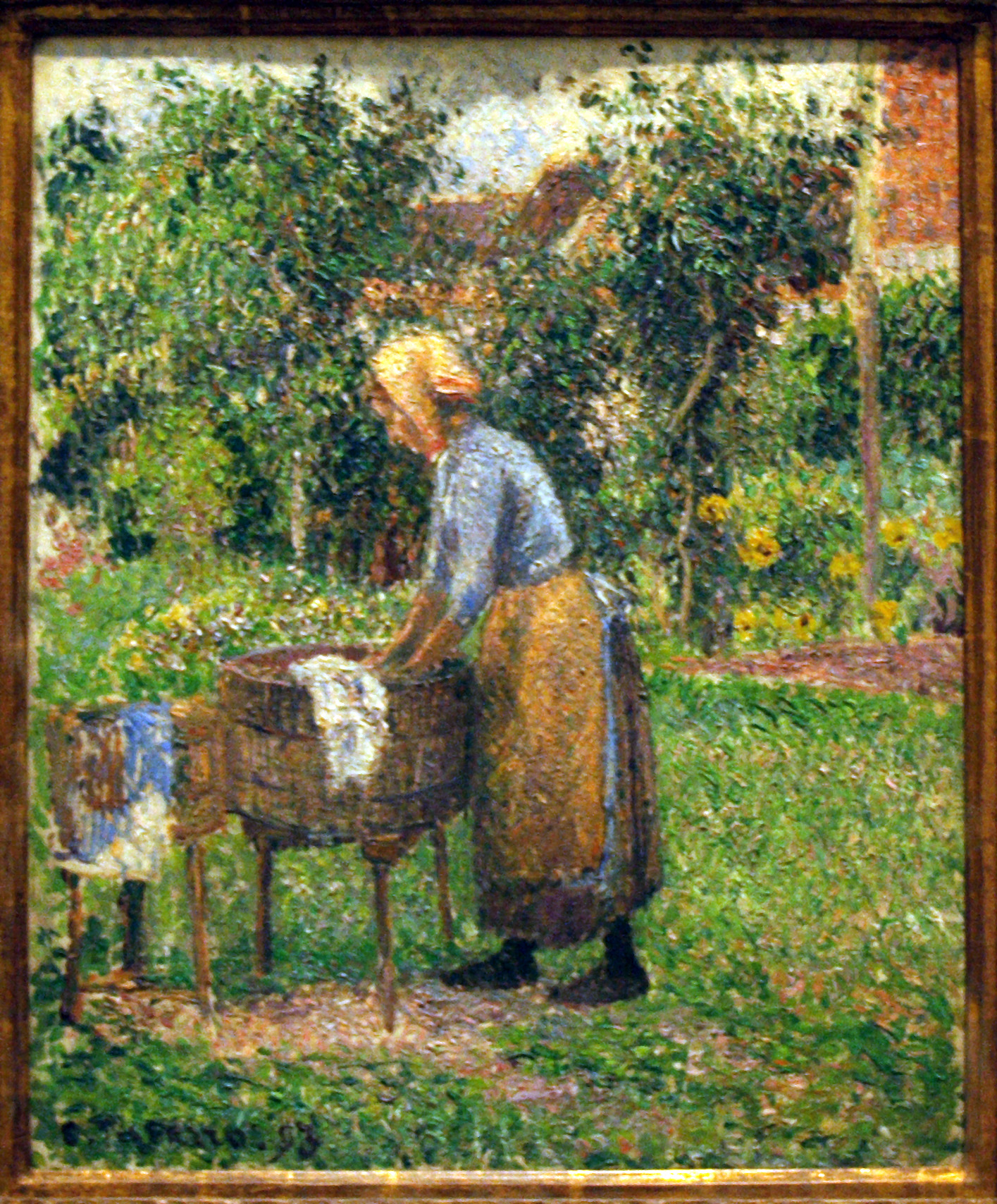
fin XIXe s.